# Христіан Брауншвейзький
Христіан Брауншвейзький (нім. Christian von Braunschweig-Wolfenbüttel; 20 вересня 1599 — 16 червня 1626) — німецький воєначальник періоду Тридцятирічної війни, титулярний герцог Брауншвейг-Люнебург-Вольфенбюттельський, князь-єпископ Гальберштадта. Відомий під призвиськами «Христіан Молодший», «Дикий Христіан», «Дикий Гальберштадтець».

## Життєпис
Походив з династії Люнебурзьких Вельфів. Третій син Генріха Юлія, герцога Брауншвейг-Вольфенбюттеля, та Єлизавети Данської. Народився 1599 року в монастирі Гальберштадт у Грьонінгені. Як молодший син йому була обрана церковна кар'єра. Навчався в Гельштедтському університеті. 1616 року був призначений світським адміністратором єпархії Гальберштадт. Втім мав схильність до військової справи.
У 1620 році поступив капітаном кавалерії до принца Моріца Оранського, штатгальтера Голланді і Зеландії. У 1621 році на гроші та від імені курфюрста Фрідріха Пфальцького сформував найману армію у близько 10 тис. осіб. Втім він менше діяв проти імперської армії, а більше займався мародерством та грабунками, зокрема пограбував монастир Лісборн, землі єпископств Падерборн і Мюнстер, розташувавши зрештою свій штаб у місті Ліппштадт. З сусідніх міст (наприклад Зост і Верль), він вимагав контрибуції в обмін не вступ своїх військ. Гезеке було єдиним містом, яке він не зміг підкорити, тому щороку там досі відбувається так званий День Хвали. У Падерборні він пограбував святиню святого Ліборія з мощами і наказав викарбувати з золота цих церковних скарбів «християнсталер» — монету з його портретом і написом «Друг Бога — ворог священика». Також його спроба восени 1621 року просунутися за річку Майн від курфюрства Пфальц була відбита військами Баварської ліги під керівництвом Йоганна Якоба фон Бронгорст-Батенбурга.
На початку 1622 року рушив на з'єднання з військами протестантів під орудою Ернста Мансфельда і Георга Фрідріха, маркграфа Баден-Дурлаха. Але ще до того останні в двох битвах (під Віслохом та Вімпфеном) зазнали поразки. 22 червня 1622 року Христіан Брауншвейзький вступив у бій проти армії Католицької ліги на чолі із Йоганном Церкласом Тіллі та Гонсало де Кордоба, але зазнав тяжкої поразки. Внаслідок цього шлях імперської армії до Пфальца виявився відкритим. У липні Христіан об'єднався з Мансфельдом, з яким вони рушили на допомогу Моріцу Оранському, щоб намагався зняти облогу Берген-оп-Зум в Нідерландах іспанським генералом Амброзіо Спінолою. Спроба Гонсало де Кордоби завадити їм не вдалася, незважаючи на перемогу іспанців в битві при Флерюсі та тяжке поранення Христіана (йому ампутували ліву року, в подальшому він користувався протезом). Прибуття Християна Брауншвейзького і Ернста Мансфельда допомогло Оранському.
На початку 1623 року поновив військові дії в імперському окрузі Нижня Саксонія. Водночас відмовився від єпископства Гальберштадт на користь Христіана Вільгельма Бранденбурзького. 6 серпня того ж року в битві при Штадтлоні Христіан зазнав нищівної поразки, зумівши втекли з невеличким загоном до Голландії. Тут на англійські гроші став готувати нову армію, верховне командування над якою доручено було Ернсту Мансфельду. Водночас на чолі кінноти зайняв острів Вальхерен в Зеландії. 31 грудня 1624 року отримав англійський Орден Підв'язки. Спільно з Мансфельдом протягом травня—червня 1625 року намагався зняти облогу Бреди, проте невдало. Восени залишився Мансфельда.
Напочатку 1626 року його старший брат Фрідріх Ульріх передав Христіану правління в герцогстві Брауншвейг-Вольфенбюттель, яке було зайнято імперськими військами. В свою чергу останній став збирати війська для приєднання до армії данського короля Кристіана IV. Під час цього Христіан тяжко захворів й помер через 2 тижні.